# Hemerobius pehlkeanus
Hemerobius pehlkeanus är en insektsart som först beskrevs av Krüger 1922.  Hemerobius pehlkeanus ingår i släktet Hemerobius och familjen florsländor. Inga underarter finns listade i Catalogue of Life.